# Emil, Xinjiang
Emil (kinesiska: 也门勒, 也门勒乡) är en sockenhuvudort i Kina. Den ligger i den autonoma regionen Xinjiang, i den nordvästra delen av landet, omkring 470 kilometer nordväst om regionhuvudstaden Ürümqi. Antalet invånare är 7 632. Befolkningen består av 3 567 kvinnor och 4 065 män. Barn under 15 år utgör 18,0 %, vuxna 15-64 år 74 %, och äldre över 65 år 7,0 %.
Runt Emil är det glesbefolkat, med 15 invånare per kvadratkilometer. Trakten runt Emil består i huvudsak av gräsmarker.
Genomsnittlig årsnederbörd är 354 millimeter. Den regnigaste månaden är juli, med i genomsnitt 45 mm nederbörd, och den torraste är september, med 17 mm nederbörd.